# Veronica speciosa
Veronica speciosa är en grobladsväxtart som beskrevs av R. Cunn.. Veronica speciosa ingår i släktet veronikor, och familjen grobladsväxter. Inga underarter finns listade i Catalogue of Life.

## Bildgalleri

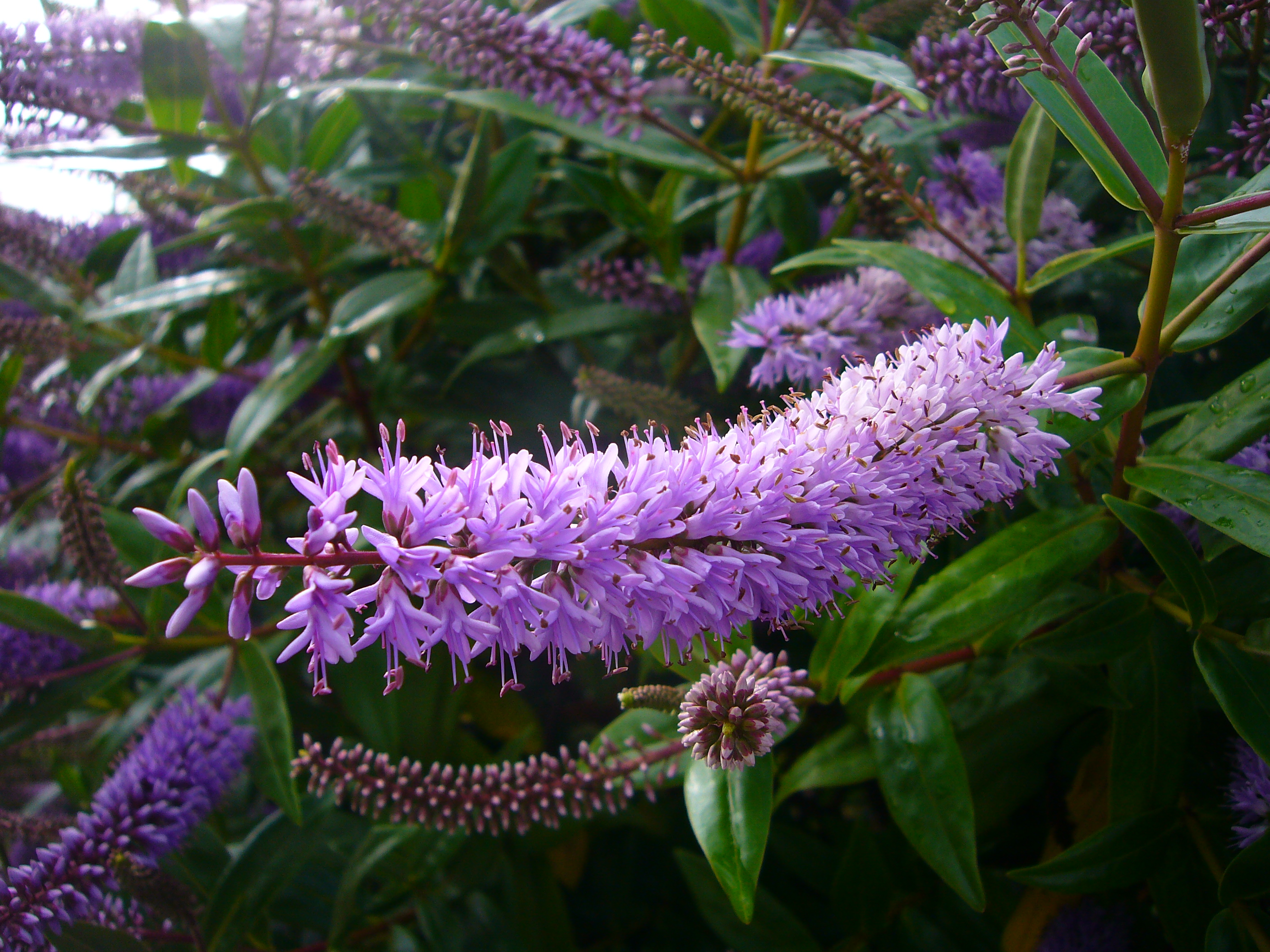
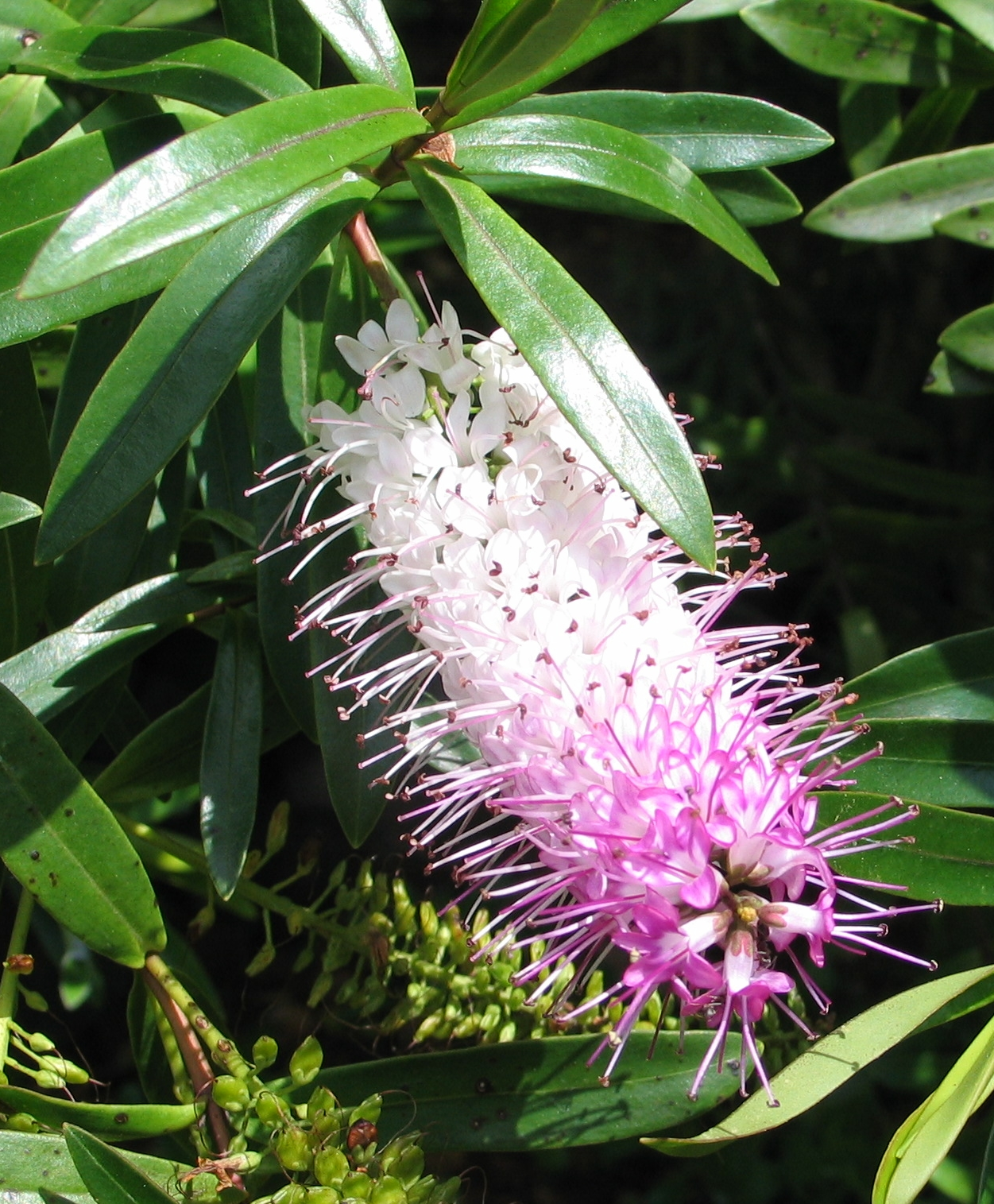
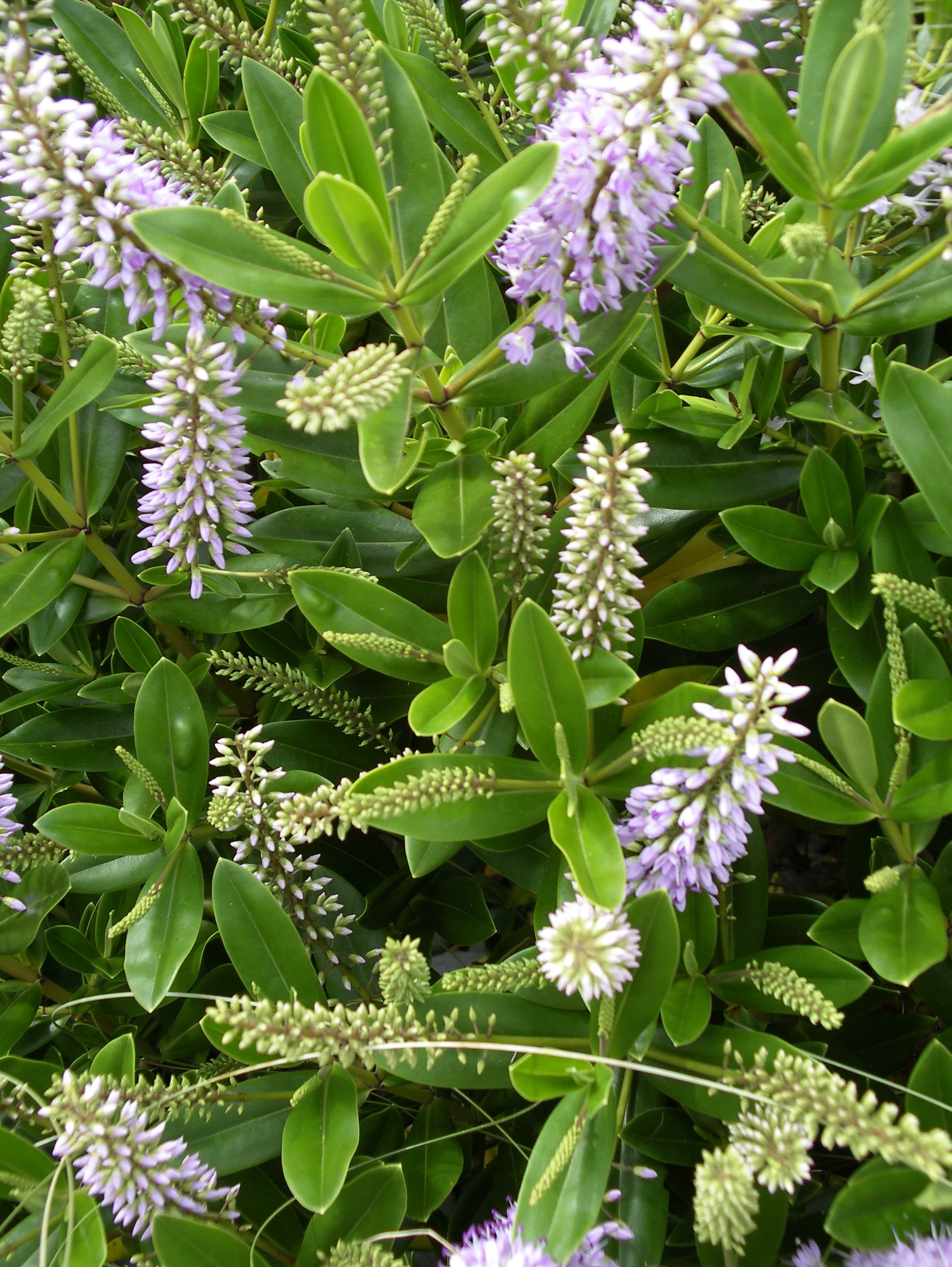
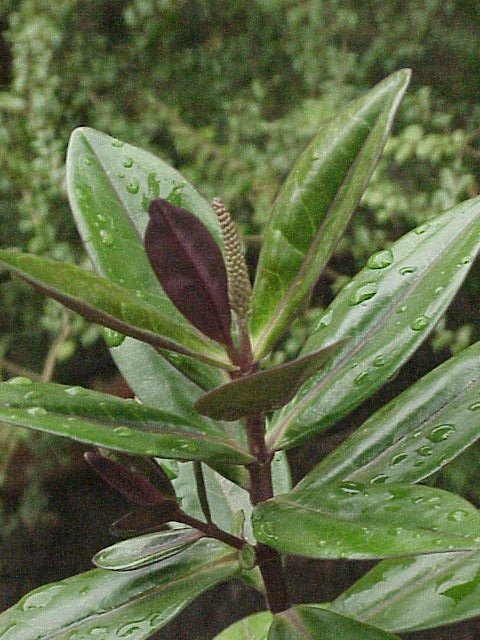
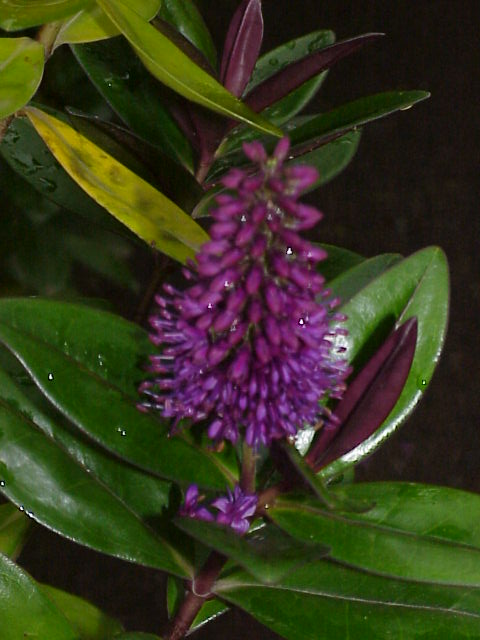
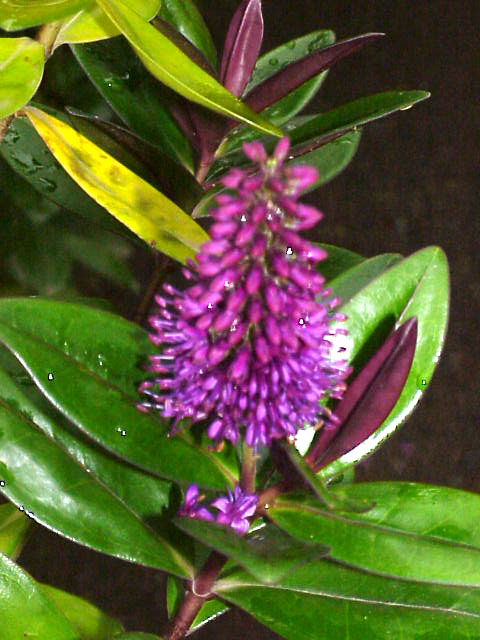